# Auriflama
Auriflama este un oraș în São Paulo (SP), Brazilia. 